# Moperone
Moperone (Luvatren, kể từ khi ngừng sử dụng) là một thuốc chống loạn thần điển hình của nhóm butyrophenone.